# Rhodacarellus apophyseus
Rhodacarellus apophyseus är en spindeldjursart som beskrevs av Wolfgang Karg 1971. Rhodacarellus apophyseus ingår i släktet Rhodacarellus och familjen Rhodacaridae. Inga underarter finns listade i Catalogue of Life.